# 松原朋子
松原 朋子（まつばら ともこ、1976年8月4日 - ）は、日本の元アイドル・歌手。元「テンカラット」所属。

## 来歴・人物
群馬県高崎市出身。実家は剛柔流空手道場。少し実家で空手の修行を積んだ経験もあり、そのため空手が特技。その他特技はエレクトーン。趣味はお菓子作り、シンセサイザー、懸賞。
子供の頃から歌は好きだったが、芸能界に入りたいと思ったのは女優になりたかったからで、それでいずれチャンスがあったら歌もやりたいと思っていたとのこと。井森美幸に憧れ、芸能界を志す。1994年に東京・原宿でスカウトされたのがきっかけで芸能界入り。翌1995年3月から放送されていたサンケイスポーツのCM出演が初仕事で、これが当時話題になった。
1996年2月1日発売のシングル『いいことなぁ〜い?』で歌手デビュー。当時、演技のレッスンはやっていたが歌手になるためのボイスレッスンはやっていなかったという。デビューシングルのアーティストネームは「TOMO」で、そのカップリング曲『SUKIと言わせたい』の歌手名義はそのまま松原朋子。これは松原朋子ともう一人の自分であるTOMOを「同時に歌手デビューさせる」というもので、TOMOは「ちょっと遊んでいて尖ってる風のファッションで、普通女の子が言えないことを言うキャラ」ということで、本人は「心の中にある小悪魔的な部分をビジュアル的に表現したらこうなった」と話している。このデビューシングルは、「学生時代はどんな感じだった」ということをディレクターと世間話的に話していたのを元に歌詞を作ったということで、その歌詞を見て本人は「自分の話していたことがそのまま入っていてびっくりした」と話している。カップリング曲の『SUKIと言わせたい』は、松原自身の恋愛観を元に作られた曲であるという。なお、現在は活動していない。
公表していたサイズは、身長157cm、B80cm、W56cm、H82cm。血液型O型。

## ディスコグラフィー

### シングル
全てファンハウスよりリリース。
いいことなぁ〜い?
- 「TOMO」名義での曲
- 1996年2月1日発売
- 作詞：松本有加／作曲：貴水博之／編曲：BROWN HEADS
- テレビ朝日系列『はなきんデータH』エンディングテーマ
- 「同世代の女子が表に出して言えなそうなモヤモヤをTOMOが代わりに歌おう」というコンセプトの曲であるという[3]。
  - C/W『SUKIと言わせたい』
  - 「松原朋子」名義での曲
  - 作詞：松本有加／作曲：松原みき／編曲：BROWN HEADS

ロマンス
- 1996年4月1日発売
- 作詞：阿久悠／作曲：筒美京平
- 朝日放送・テレビ朝日系列『金之玉手箱』エンディングテーマ
- 岩崎宏美の同名曲のカバー曲。
  - C/W『Romanticが止まらない』
  - 作詞：松本隆／作曲：筒美京平
  - C-C-Bの同名曲のカバー曲。

La mer
- 1996年9月4日発売[1]
- 作詞：松原朋子（本人）[1]
- テレビ朝日系列『ウッチャンナンチャンの炎のチャレンジャー これができたら100万円!!』エンディングテーマ[1]
  - C/W『サヨナラは言わなかった』

## 出演

### テレビ
- はなきんデータH （テレビ朝日）[2][7]
- Try it （TBS）[2][7]
- カイカン雛スポ （テレビ朝日）[6]
- Shimura-X → Shimura-XYZ → Shimura-X天国 （フジテレビ）[6] - 1996年10月〜2000年3月

### テレビドラマ
- 金田一少年の事件簿 異人館村殺人事件 （日本テレビ系、1995年7月15日）[7] - 兜霧子役
- しんドラ『恋も料理もさじ加減』（日本テレビ）- 1995年5月2日〜5月23日[7]

### CM
- サンケイスポーツ[7]
  - これが本人の初仕事で、1995年3月から4月にかけてオンエア。本人出演のこのCMは3バージョンあり、そのうち2つは本人の寝顔をアップに、鼻の穴から「サンケイスポーツのカラーページがふえる」という文字が出て来て、その文字がくしゃみと共に吹き飛ぶという演出のもの[2]、寝ている顔に止まった蚊を叩くと「サンスポが変わります」という文字が出て来る演出のものであった[8]。
- 日本マクドナルド[7]
  - 1995年8月からオンエア。制服を着てハンバーガーを持った当人が出演[2]。
- カルビー
- サッポロポテトごまドレッシング
- 日本損害保険協会